# Pilot 119 SE
Pilot 119 SE är en svensk lotsbåt som byggdes 2003 som Tjb 119 av Marine Alutech Oy Ab i Tykö i Finland för Sjöfartsverket i Norrköping. Tjb 119 stationerades vid Örnsköldsviks lotsplats. År 2005 döptes båten om till Pilot 119 SE.